# Borel–Kolmogorov-paradoxon
A valószínűségszámításban a Borel–Kolmogorov-paradoxon egy nulla valószínűségű halmazra vett feltételes valószínűségre vonatkozó paradoxon.  Émile Borel és Andrej Kolmogorov után nevezték el.

## Példa
Legyen egy eloszlás egyenletes egy gömbön. Mekkora a feltételes valószínűsége egy főkörre vonatkozólag?
A szimmetria miatt intuitívan adódik, hogy az eloszlás itt is szimmetrikus lesz, azonban két más elemzés ennek ellentmond.
Az elemzés szerint a pont kiválasztása megfelel annak, hogy kiválasztunk egy szélességet és egy hosszúságot. A φ szélességet a [-π/2,π/2] intervallumból választja {\displaystyle {\frac {1}{2}}\cos \phi } sűrűséggel, a λ hosszúságot egyenletes valószínűséggel [−π,π]-ből.
Ekkor az egyenlítőn, azaz az φ = 0 által meghatározott főkörön a λ szélesség függvényében a [−π,π] intervallumon
{\displaystyle f(\lambda \mid \phi =0)={\frac {1}{2\pi }}.}
A λ = 0 által meghatározott hosszúsági körön φ függvényében a [−π/2,π/2] intervallumon
{\displaystyle f(\phi \mid \lambda =0)={\frac {1}{2}}\cos \phi .}
Az egyik eloszlás egyenletes, a másik nem, habár mindkettő ugyanarra a főkörre vonatkozik, de más koordináta-rendszerben.
A valószínűségszámítással foglalkozó matematikusok különféle érveket hoztak fel, hogy melyik eredmény a helyes.

## Magyarázata
Az első esetben annak a feltételes valószínűsége, hogy a λ hosszúság az E halmazban van, ha φ = 0, írható úgy, hogy P(λ ∈ E | φ = 0). Az elemi valószínűségszámítás szerint a P(λ ∈ E  és  φ=0)/P(φ=0) képletet lehetne használni, azonban ez nem jóldefiniált, mivel P(φ=0) = 0. A mértékelmélet az Rab = {φ : a < φ < b} eseménycsaládot ajánlja, ami vízszintes gyűrűkből áll  az a és b pontok között.
A második esetben a P(φ ∈ F | λ=0) valószínűséget az  Lab = {λ : a < λ < b} események definiálják, amelyek gömbi kétszögek, és azokból a pontokból állnak, amelyek hosszúsága a és b közötti. Így, habár P(λ ∈ E | φ=0) és P(φ ∈ F | λ=0) mindegyike valószínűségeloszlást definiál, egyiket gömbövek, másikat kétszögek segítségével. Nem meglepő, hogy P(λ ∈ E | φ=0) és P(φ ∈ F | λ=0) eloszlása különböző.
A gömb felosztásának bevezetését Kolmogorov javasolta, és a kört a felosztás részének tekintette. Jaynes szerint a nagykör fogalma nem egyértelmű határoló művelet nélkül. A szimmetriára való hivatkozás az egyenlítőt feltételezi, de a narancsevés a másodikat juttatja előnyhöz.
Jaynes határoló műveletének természetes választása a távolságmérésen alapul. Például a szokásos euklideszi távolságot választva egyenletes eloszlást kapunk a főkörökön. Ha azonban egy másik jelölést választunk, akkor az eredmény a {\displaystyle \cos \phi /2} eloszlás. Általában, ha definiálva van a távolság, a feltételes eloszlás választása a feltételes eloszlás természetes választása a megfelelő Hausdorff-tér szerint értelmezhető.

## Matematikai kifejtés
A probléma megértéséhez azt kell figyelembe venni, hogy egy sűrűségfüggvénnyel bíró véletlen változót a sűrűségfüggvény csak egy μ mérték szerint jellemez. Az eloszlás leírásához mindkettőre szükség van. Ekvivalensen, lehet teljesen definiálni a teret és az f sűrűségfüggvényt is.
Legyen Φ és Λ valószínűségi változó, értékeiket pedig vegyék fel rendre az Ω1 = [-π/2,π/2] illetve az Ω2 = [-π,π] intervallumokból. Egy {Φ=φ,Λ=λ}  esemény az S(r) r sugarú gömbön kijelöl egy pontot. Definiáljuk az
{\displaystyle x=r\cos \phi \cos \lambda }
{\displaystyle y=r\cos \phi \sin \lambda }
{\displaystyle z=r\sin \phi }
koordinátatranszformációt. Ezzel kapjuk az 
{\displaystyle \omega _{r}(\phi ,\lambda )=\left|\left|{\partial (x,y,z) \over \partial \phi }\times {\partial (x,y,z) \over \partial \lambda }\right|\right|=r^{2}\cos \phi \ } térfogatelemet. Továbbá, ha φ és λ valamelyike rögzített, az
{\displaystyle \omega _{r}(\lambda )=\left|\left|{\partial (x,y,z) \over \partial \phi }\right|\right|=r\ ,\quad \mathrm {illetve} }
{\displaystyle \omega _{r}(\phi )=\left|\left|{\partial (x,y,z) \over \partial \lambda }\right|\right|=r\cos \phi \ }
térfogatelemeket kapjuk.
Jelölje {\displaystyle \mu _{\Phi ,\Lambda }(d\phi ,d\lambda )=f_{\Phi ,\Lambda }(\phi ,\lambda )\omega _{r}(\phi ,\lambda )d\phi d\lambda } a {\displaystyle {\mathcal {B}}(\Omega _{1}\times \Omega _{2})} szorzatmértéket, melynek sűrűsége {\displaystyle f_{\Phi ,\Lambda }} az {\displaystyle \omega _{r}(\phi ,\lambda )d\phi d\lambda } szerint, és legyen :{\displaystyle \mu _{\Phi }(d\phi )=\int _{\lambda \in \Omega _{2}}\mu _{\Phi ,\Lambda }(d\phi ,d\lambda )\ ,}
{\displaystyle \mu _{\Lambda }(d\lambda )=\int _{\phi \in \Omega _{1}}\mu _{\Phi ,\Lambda }(d\phi ,d\lambda )\ .}
Ha feltesszük, hogy {\displaystyle f_{\Phi ,\Lambda }} egyenletes, akkor
{\displaystyle \mu _{\Phi |\Lambda }(d\phi |\lambda )={\mu _{\Phi ,\Lambda }(d\phi ,d\lambda ) \over \mu _{\Lambda }(d\lambda )}={\frac {1}{2r}}\omega _{r}(\phi )d\phi \ ,\quad \mathrm {and} }
{\displaystyle \mu _{\Lambda |\Phi }(d\lambda |\phi )={\mu _{\Phi ,\Lambda }(d\phi ,d\lambda ) \over \mu _{\Phi }(d\phi )}={\frac {1}{2r\pi }}\omega _{r}(\lambda )d\lambda \ .}
Így {\displaystyle \mu _{\Phi |\Lambda }} egyenletes eloszlású az {\displaystyle \omega _{r}(\phi )d\phi } szerint, de nem egyenletes a Lebesgue-mérték szerint. Másrészt {\displaystyle \mu _{\Lambda |\Phi }} sűrűségfüggvénye egyenletes {\displaystyle \omega _{r}(\lambda )d\lambda } és a Lebesgue-mérték szerint is.

## Fordítás
Ez a szócikk részben vagy egészben  a   Borel–Kolmogorov paradox című angol Wikipédia-szócikk fordításán alapul.  Az eredeti cikk szerkesztőit annak laptörténete sorolja fel. Ez a jelzés csupán a megfogalmazás eredetét és a szerzői jogokat jelzi, nem szolgál a cikkben szereplő információk forrásmegjelöléseként.